# Mediation
Mediation (lateinisch Vermittlung) ist ein strukturiertes, freiwilliges Verfahren zur konstruktiven Beilegung eines Konfliktes, bei dem unabhängige „allparteiliche“ Dritte die Konfliktparteien in ihrem Konfliktlösungsprozess begleiten. Die Konfliktparteien, auch Medianden genannt, versuchen dabei, zu einer gemeinsamen Vereinbarung zu gelangen, die ihren Bedürfnissen und Interessen entspricht.
Der allparteiliche Dritte (ein Mediator oder ein Mediatoren-Team in Co-Mediation) trifft keine eigenen Entscheidungen bezüglich des Konflikts, sondern ist lediglich für das Verfahren verantwortlich. Ob und in welcher Form ein Mediator selbst überhaupt inhaltliche Lösungsvorschläge macht, ist je nach Ausrichtung der Mediation unterschiedlich.
Mediation wird auch in Beteiligungs-/Partizipationsprozessen angewandt, wie u. a. der Bürgerbeteiligung.

## Grundlagen
Die Mediation in ihrer heutigen Form entwickelte sich aus der Praxis der außergerichtlichen Konfliktregelung. Sie hat dabei Ansätze der Konflikt- und der Verhandlungsforschung, des psychologischen Problemlösens, der Psychotherapie sowie der Systemischen Therapie aufgegriffen. Eingeflossen sind auch Erkenntnisse aus den Fachgebieten Konflikt- und Kommunikationswissenschaft und Humanistische Psychologie, weshalb die Grundlagen des Verfahrens auf unterschiedlichen Quellen ruhen. In Deutschland hat sich das Verfahren seit etwa 1990 zunehmend etabliert und wurde auch empirisch evaluiert.
Die interdisziplinäre Entstehungsgeschichte der Mediation und ihre daraus folgende systematische Stellung zwischen psychosozialen, rechtswissenschaftlichen und verhandlungstheoretischen Ansätzen sowie das weitgehende Fehlen von (gesetzlichen) Vorgaben führen dazu, dass es nur wenige allgemein anerkannte oder gar zwingende Vorgehensweisen in der Mediation gibt.
Wichtigste Grundidee der Mediation ist die Eigenverantwortlichkeit der Konfliktparteien: Der Mediator ist verantwortlich für den Prozess, die Parteien sind verantwortlich für den Inhalt. Dahinter steht der Gedanke, dass die Beteiligten eines Konflikts selbst am besten wissen, wie dieser zu lösen ist, und vom Mediator lediglich beim Weg dorthin Unterstützung benötigen. Damit grenzt sich die Mediation von der direkten oder indirekten (d. h. durch Boten oder Gesandte ermöglichten) Verhandlung zweier Parteien, vom Schiedsspruch oder anderen Formen der Gerichtsbarkeit und von der Schlichtung ab.
Der Mediator gestaltet das Verfahren unter anderem durch die Vorschläge zur Struktur und durch Fragen, die auf die Klärung von Fakten und auf die Herausarbeitung der Bedürfnisse und Interessen der Parteien zielen. Inwieweit ein Mediator es auch als Teil der Mediatorenrolle betrachtet, inhaltliche Lösungsvorschläge zu machen, und inwieweit der Mediator auch Einzelbesprechungen mit den Parteien (als „Caucus“) durchführt, ist dabei je nach Ausrichtung der Mediation unterschiedlich; im angloamerikanischen Raum wird z. B. zwischen evaluative mediation, facilitative mediation, party-directed mediation und transformative mediation unterschieden.
Mediationen können sich sowohl auf Intragruppenkonflikte als auch auf Intergruppenkonflikte beziehen.

### Geschichte
Der lateinische Terminus mediator bezeichnet seit dem 2. Jahrhundert den Mittler dei et hominum, also zwischen Gott (deus) und Mensch (homo). Diese Rolle fiel im Christentum Jesus zu. In der Spätantike bezeichnete man so auch Personen, die als Fürsprecher für andere auftraten, was sich mit der Figur des Christus als Vermittler zwischen zwei hierarchisch getrennten Welten vertrug. Später wurde auch der Papst und – mit der schleichenden Sakralisierung des Königtums seit dem 10./11. Jahrhundert – der König als mediator cleri et plebis, also zwischen Klerus und Volk bezeichnet. Im Zuge der Sachsenkriege wurde der Begriff ganz allgemein auf Friedensstifter ausgedehnt, gleichgültig auf welche Art und Weise der Frieden zustande kam. Seit dem frühen 12. Jahrhundert gibt es Verwendungen des Begriffs, die seiner heutigen Bedeutung nahe kommen: Er wird auf Personen angewandt, die versuchen zwei Streitparteien außergerichtlich miteinander zu versöhnen. Dabei steht die Person im Vordergrund, nicht das mehr oder weniger informelle Verfahren, das damals kaum dokumentiert wurde und daher nur selten überliefert ist. Damit einher geht die fortschreitende funktionale Differenzierung von Rechtssystem einerseits und Vermittlungsverfahren andererseits. Seit dem 13. Jahrhundert wird mit dem Begriff der Mediation die zu einem Schiedsspruch oder Urteil führende Schiedsgerichtsbarkeit bei Konflikten zwischen Mächtigen bezeichnet, die die Defizite der königlichen Gerichtsbarkeit ausgleichen sollte.
Eine Urform der Mediation betrifft die Vermittlung der Schamanen und Priester im Kontakt mit der übermächtigen Götter- oder Geisterwelt. Das Christentum setzt auf Begriffe wie Schuld, Vergebung und Versöhnung, und zwar auf der Ebene der Gemeinde ebenso wie in ethnischen Konflikten und bei großen politischen Umbrüchen.
Zur Vorgeschichte der Mediation gehört auch die alte Tradition der von angesehenen Dritten vermittelten Streitbeilegung zwischen zum Streite mächtigen Akteuren, ohne dass diese explizit als Mediation bezeichnet wurde. Beispiel dafür ist die Versöhnung zwischen einem Herrscher und einem Rivalen oder Aufrührer, zum Tode Verurteilten oder Verstoßenen durch Fürsprache etwa eines Bischofs, wie sie für die Merowingerzeit dokumentiert ist. In vorstaatlichen Zeiten stellte insbesondere die Abwendung von Blutrache zwischen benachbarten Clans durch Bußzahlung eine kollektive Vorform des heutigen individuellen Täter-Opfer-Ausgleichs dar. Auch das späte Mittelalter sah zur Abwendung der damals vorherrschenden Todes- und Körperstrafen Sühneverträge vor.
Mit dem Erstarken der formellen Gerichtsbarkeit, der Begrenzung willkürlicher Herrschaftspraktiken und der zunehmenden Fähigkeit der Zentralgewalten zur Durchsetzung von Gerichtsurteilen ging die Bedeutung dieser frühen Vorläufer der Mediation zurück, um in Phasen der Schwächung der Zentralgewalten wieder zuzunehmen. So wirkten die Päpste in Ermangelung weltlicher Machtmittel weiterhin oft als Mediatoren.
Im Zuge des Rückgangs staatlicher Regulierungsaktivitäten, aber auch in den nicht gesetzlich regulierten Bereichen der internationalen Handels- usw. -beziehungen nehmen heute Konfliktlösungen durch Mediation zu. Der Mediator übernimmt in der säkularen Zivilgesellschaft also Teilaufgaben alter sozialer Rollen.

### Abgrenzungen
Die Mediation ist ein Verfahren und keine Institution wie Schiedsgericht, Güte- oder Schlichtungsstelle. Es ist jedoch möglich, dass sich verschiedene Institutionen der Mediation als Verfahren bedienen, soweit sie dem Wesen nach mit ihr vereinbar sind. Vom Mediator werden keine Entscheidungen getroffen, keine Empfehlungen gegeben und keine Vorschläge für eine mögliche Konfliktregelung formuliert.
Generell ist zwischen Mediation und professioneller Beratung zu unterscheiden: Geben Mediatoren einen beruflichen Rat, so gehen sie über ihre Rolle hinaus und übernehmen zusätzliche Verantwortungen und Verpflichtungen, welche ggf. den Standards anderer Professionen unterliegen, etwa dem Rechtsdienstleistungsgesetz.
Mit der Schlichtung hat Mediation gemein, dass ohne Zustimmung der Parteien keine verbindliche Entscheidung gefällt wird. Insofern kann man sie als besonderes Schlichtungsverfahren bezeichnen. Allerdings zeichnet sich die Mediation gegenüber der Schlichtung dadurch aus, dass der Mediator die Entscheidung ganz den Konfliktbeteiligten überlässt, also auch keine Kompromissvorschläge macht. Ebenso ist das Verfahren mit der Tätigkeit einer Einigungsstelle nicht vergleichbar.
Weiterhin ist Mediation auch keine Form einer Psychotherapie. Im engeren Sinne läuft Mediation immer auf die Arbeit einer (oder mehrerer) den (Kommunikations-)Prozess strukturierenden und moderierenden Person(en) mit (allen) beteiligten Konfliktparteien hinaus.
Die Arbeit mit einer einzelnen Konfliktpartei ist keine Mediation, sondern Konflikt-Coaching.

### Sonderformen
Eine (in Deutschland) umstrittene Sonderform der Mediation ist die Shuttle-Mediation (auch Pendelmediation genannt), wie sie beispielsweise 1978 von Jimmy Carter bei den ägyptisch-israelischen Verhandlungen in Camp David eingesetzt wurde. Hier verhandelt der Mediator mit den Parteien in vertraulicher Einzelsitzung, auch caucus genannt. Insbesondere wenn die Parteien sehr zerstritten sind und wenn die spätere Harmonie nicht im Vordergrund steht, kann die Shuttle-Mediation das geeignetste Verfahren sein.

## Konzepte
Die konzeptionellen Grundlagen der Mediation bilden u. a.:
- das Harvard-Konzept als eine Verhandlungstechnik,
- die Konsens-Findung als ein durchgängiges Prinzip,
- die Konflikteskalation nach Friedrich Glasl.

Prozedurale Voraussetzungen für die Durchführung einer Mediation sind u. a.:
- Freiwilligkeit – Alle Beteiligten einschließlich des Mediators können die Mediation jederzeit abbrechen.
- Verschwiegenheit – Der Mediator und die in die Durchführung des Mediationsverfahrens eingebundenen Personen äußern sich außerhalb der Mediation nicht zu den Verfahrensinhalten (siehe folgenden Abschnitt zur Vertraulichkeit).
- Eigenverantwortlichkeit der Parteien – die Lösung des Konflikts wird von den Parteien selbst entwickelt; der Mediator hat die Prozessverantwortung für die Gesprächs- bzw. Verhandlungsführung.
- Ergebnisoffenheit – Eine Mediation ist dann nicht möglich, wenn das Ergebnis bereits zu Beginn feststehen soll. Alle Konfliktparteien müssen mit einer gewissen Verhandlungsbereitschaft in die Mediation gehen. Dies umfasst auch die prinzipielle Verhandlungs- und Abschlussfähigkeit der Beteiligten, ein Aspekt, der insbesondere bei umfangreichen Verfahren in der Wirtschaft oder im öffentlichen Bereich zum Tragen kommt.
- Allparteilichkeit des Mediators – Der Mediator leitet die Mediation allparteilich bzw. allparteiisch, das heißt, seine Haltung zeigt eine Bereitschaft zur Identifikation und Parteilichkeit mit jedem Beteiligten. Diese Haltung geht deutlich über eine einfache Neutralität hinaus; die inhaltliche Neutralität des Mediators erstreckt sich nicht auf seine Stellung gegenüber den Konfliktparteien. So gleicht er beispielsweise ein Machtgefälle zwischen den Parteien aus, indem er vorübergehend als Sprachrohr der kommunikationsschwächeren Partei agiert.

Vergleiche: Kommunikator (Psychologie)
Auch Gender-Unterschiede kommen bei der Mediation zum Tragen. So wird beispielsweise bei der Scheidungs- und Familienmediation üblicherweise ein Mediatoren-Team aus einem männlichen und einem weiblichen Mediator eingesetzt. Bei der internationalen Friedensmediation wird im Zusammenhang mit der Mediation berücksichtigt, dass Konflikte sich auf Männer, Frauen, Jungen und Mädchen verschieden auswirken.
Wesentlich ist auch die Auswahl des Mediators bzw. der Mitglieder des Mediatoren-Teams: je nach Kontext sind ihre Neutralität, Autorität, Erfahrung, Kultursensitivität und möglicherweise ihr Ansehen von Bedeutung. Dies gilt insbesondere in internationalen Mediationen. Bewährt haben sich dort Mediatoren-Teams aus professionellen Mediatoren einerseits und herausragenden bekannten Persönlichkeiten andererseits.

### Vertraulichkeit
Der Grundsatz der Vertraulichkeit ist ein Kernpunkt der Mediation. Sie gilt nicht nur für den Mediator, sondern für alle in die Durchführung des Mediationsverfahrens eingebundenen Personen. Sie soll gewährleisten, dass die Preisgabe von Informationen während der Mediation keiner Partei in einem nachfolgenden Zivilprozess zum Nachteil gereicht.
In Deutschland ist die Verschwiegenheitspflicht im § 4 MediationsG geregelt; hieraus folgt ein Zeugnisverweigerungsrecht nach § 383 Abs. 1 Nr. 6 ZPO für einen späteren Zivilprozess (nicht aber für einen eventuellen Strafprozess, bei dem es nach § 53 StPO nur für bestimmte Personen bzw. Berufsgruppen besteht). In der Schweiz ist seit 1. Januar 2011 ein Zeugnisverweigerungsrecht in Art. 166 Abs. 1 lit. d der neuen Zivilprozessordnung (ZPO) vorgesehen. In Österreich sind eingetragene Mediatoren gemäß § 18 ZivMediatG durch ein Verschwiegenheitsgebot geschützt. Auf europäischer Ebene ist die Vertraulichkeit der Mediation bei grenzüberschreitenden Streitigkeiten in Art. 7 der Mediationsrichtlinie vorgegeben.
Normalerweise sind Angaben zur Vertraulichkeit Teil der Mediationsvereinbarung. Die Angaben dienen einerseits zur Information der Parteien und andererseits zur Festlegung weiterer Einzelheiten, beispielsweise die Möglichkeit einer gemeinsamen Entbindung des Mediators von der Verschwiegenheitspflicht betreffend.

## Ziele
Das Ziel der Mediation ist die einvernehmliche, außergerichtliche Lösung eines Konfliktes – möglichst durch den wechselseitigen Austausch über die Konflikthintergründe und mit einer verbindlichen, in die Zukunft weisenden Vereinbarung der Teilnehmer. Im Unterschied zu einem Gerichtsverfahren sollen im Rahmen einer Mediation beide Konfliktparteien gewinnen – angestrebt wird also ein Win-Win-Ergebnis. Der Gegenstand der Mediation ist dabei nicht auf das begrenzt, was objektiv als Anspruchsgrundlage gegeben ist, sondern bezieht allgemeinere individuelle und gemeinsame Interessen aller Parteien ein.
Weiter ist zu unterscheiden zwischen der Beendigung des Konfliktes und einer Konfliktbeilegung: Die Beendigung eines Konfliktes wirkt nicht notwendigerweise friedensstiftend, sie kann durchaus den Abbruch der Beziehungen und/oder Revanchegelüste zur Folge haben. Eine Konfliktbeilegung ist mitunter nur unter Einbeziehung der Tiefenstruktur des Konfliktes herbeizuführen. Können die tieferen Ursachen für einen Konflikt erfolgreich bearbeitet werden, so kann mitunter das zwischenmenschliche Verhältnis der Parteien für die Zukunft nachhaltig verbessert werden. Bei einer Mediation steht im Gegensatz zum Gerichtsverfahren die Frage nach einer eventuellen Schuld nicht im Vordergrund. Veränderungen im Verhalten der Mediationsteilnehmer untereinander werden nur insoweit gefördert, als sie für die verbindliche Lösung des Konflikts notwendig sind. Insofern grenzt sich die Mediation von therapeutischen Verfahren ab.
Neben dem eigentlichen Ziel der Mediation – beispielsweise der Regelung von Vermögensfragen bei einer Scheidung; der Vereinbarung über eine gemeinsame elterliche Sorge trotz Trennung der Eltern oder der Fortsetzung einer Kooperation zweier Unternehmen – gibt es auch Ziele, die außerhalb des eigentlichen Verfahrens stehen:
- Berücksichtigung von Interessenlagen, die in einem Zivilprozess unbeachtet bleiben würden;
- Reduzierung der Verfahrenskosten und der Konfliktfolgekosten;
- Möglichkeit eines unbürokratischen und flexiblen Verfahrens;
- Schonung personeller und betrieblicher Ressourcen;
- keine Öffentlichkeit durch Berichte in den Massenmedien.

## Methoden
Die Methode der Mediation ist eine Synthese zahlreicher Elemente diverser Disziplinen. Methodisch sind es insbesondere Elemente aus den Fachgebieten Problemlösungen, Kommunikation (Systemtheorie) und Themenzentrierte Interaktion. Ein zentrales Anliegen jeder Mediation ist es, die Konfliktparteien wieder in ein Gespräch zu bringen. Der neu beginnende kommunikative Ablauf ist so zu steuern, dass die Konfliktparteien
- Sache und Person voneinander trennen;
- individuelle Wahrnehmungsphänomene als Konfliktfaktoren anerkennen;
- eigene Bedürfnisse und Interessen und unterschiedliche Bedürfnisse und Interessen der Konfliktpartner anerkennen und
- für sich Entscheidungsverzerrungen aufdecken.

### Phasen der Mediation
Im Laufe der Jahrzehnte haben sich verschiedene Phasenmodelle der Mediation entwickelt. Obwohl die Phasen von Modell zu Modell verschieden ausdifferenziert sind, finden sich bei den meisten Modellen irgendwo die folgenden fünf Phasen als Handlungsstrategie wieder:
1. Auftragsklärung
Zunächst wird geprüft, ob der Konflikt für eine Mediation geeignet ist und festgelegt, welche Parteien und sonstige Beteiligten mit welchen neutralen Personen nach welcher Mediationsordnung die Mediation durchführen werden. Sodann werden die Parteien über das Mediationsverfahren, die Rolle und Haltung des Mediators informiert. Es wird eine Mediationsvereinbarung abgeschlossen und das weitere Vorgehen miteinander abgestimmt.
2. Themensammlung
Zu Beginn der zweiten Phase stellen die Parteien ihre Streitpunkte und Anliegen im Zusammenhang dar, sodass die Themen und Konfliktfelder gesammelt und für die weitere Bearbeitung strukturiert werden können.
3. Positionen und Interessen/Sichtweisen- und Hintergrunderkundung
In der dritten Phase beginnt die eigentliche Problembearbeitung mit der Entscheidung über das erste zu behandelnde Thema. Danach erhalten die Beteiligten Gelegenheit, ihre Sicht des jeweiligen Aspekts des Konflikts zu jedem Themenpunkt umfassend darzustellen. Informationen, Daten und Wahrnehmungen werden ausgetauscht, bevor auf die unterschiedlichen und gemeinsamen Wünsche, Bedürfnisse und Interessen der Parteien vertieft eingegangen und damit der Konflikt umfassend erhellt werden kann. Wichtig ist in dieser Phase vor allem der Übergang von Positionen zu dahinter liegenden Interessen. Außerdem werden üblicherweise Maßstäbe für eine aus Sicht der Beteiligten gerechte bzw. sinnvolle Lösung entwickelt. Dabei kommen neben den Positionen der Konfliktparteien deren Hintergründe, Ziele, Interessen und – je nach Ausrichtung und Ausbildung des Mediators – Emotionen, Identitätsaspekte (Rollen, Selbstbild) und Erkenntnisse über tiefere Ursachen des Konflikts zum Vorschein.
4. Sammeln und Bewerten von Lösungsoptionen
In der vierten – der kreativen – Phase werden zu den einzelnen Problemfeldern zunächst im Wege des Brainstormings Lösungsoptionen bewertungsfrei gesammelt. Nach Abschluss der Ideenfindung werden diese Lösungsoptionen von den Medianden bewertet und verhandelt. Der Mediator wird in dieser Phase meist das vorschnelle Beschließen von Lösungen bremsen, indem er gegenüber den Teilnehmern hinterfragt, inwieweit die gefundenen Lösungen mit den in der vorherigen Phase ermittelten Interessen der Parteien oder den vorher erarbeiteten Kriterien für eine gerechte Lösung im Einklang stehen. Auch wird der Mediator gemeinsam mit den Beteiligten überprüfen, ob und wie sich die jeweiligen Lösungsoptionen in der Realität umsetzen lassen.
5. Abschlussvereinbarung
Zum Abschluss der Mediation werden die Ergebnisse (meist schriftlich) festgehalten. Üblich ist dabei die konkrete Regelung des weiteren Vorgehens einschließlich der Festlegung von Umsetzungsfristen bis hin zum Verhalten im zukünftigen Konfliktfall. Die am Ende der Mediation erzielte Einigung kann mit Zustimmung der Parteien in einer Abschlussvereinbarung dokumentiert werden; auf Deutschland bezogen spiegelt sich dies in § 2 MediationsG. Die Abschlussvereinbarung kann, sofern dies sinnvoll oder erforderlich ist, notariell beurkundet werden.
Bzgl. des rechtlichen Charakters einer solchen Vereinbarung ist anzumerken, dass Personen im Rahmen ihrer Privatautonomie Vereinbarungen schließen können und dass jedoch bestimmte Rechtsverhältnisse einer notariellen Beurkundung bedürfen.
Anmerkungen zu den Phasen:
Teils werden die Phasen etwas anders aufgeteilt, so sprich zum Beispiel Heiko Kleve von folgenden fünf Phasen: (1.) „Begrüßung und Einführung“, (2.) „Darstellung der Positionen bzw. Sichtweisen“, (3.) „Vertiefung: von den Positionen/Sichtweisen zu den Interessen, Gefühlen und Konflikt erhaltenden Mustern“, (4.) „Lösungssuche“, (5.) „Erarbeitung einer einvernehmlichen Vereinbarung“. Er betont zudem, „dass sich die Mediationsstufen in der Praxis zirkulär vernetzen“, dass also in einer gegebenen Phase durchaus auf eine zurückliegende Phase zurückgekommen werden kann.

Anmerkungen zur Dokumentation:
Üblicherweise fertigen Mediatoren im Verlauf der Mediation Protokolle der Sitzungen zum eigenen Gebrauch an, um das eigene Gedächtnis zu stützen und so ein geordnetes Mediationsverfahren zu ermöglichen, wobei mit Zustimmung der Medianten auch Tonaufnahmen der Sitzungen angefertigt werden können. Oft wird vereinbart, dass er den Medianden nach jeder Sitzung ein Sitzungsprotokoll etwa in Form eines stichpunktartigen Ergebnisprotokolls zukommen lässt. Hierbei stellt sich gegebenenfalls die Frage, inwieweit die vereinbarte Pflicht zur Vertraulichkeit es wirksam verhindert, dass die Medianden vertrauliche Dokumente in eventuellen späteren Rechtsprozess vorlegen könnten.

## Haltung
Der Haltung des Mediators wird in der Mediation eine zentrale Bedeutung zugesprochen. Bisweilen sogar die Mediation zur Gänze als „Haltung“ aufgefasst.
Neben der bereits genannten Haltung der Allparteilichkeit werden als wesentliche Merkmale der Haltung des Mediators auch Wertschätzung, Offenheit und Neugier genannt. Dabei hat der Mediator nach Ed Watzke zu vermitteln, ohne über Plausibilität oder Berechtigung der verschiedenen Perspektiven zu urteilen. Als wesentliche Kennzeichen eines Mediators finden neben seiner Haltung auch spezifische Kompetenzen eines Mediators Erwähnung. Die mediativen Kompetenzen überschneiden sich mit interkulturellen Kompetenzen, da in beiden Bereichen zum Beispiel Ambiguitätstoleranz, Fähigkeit zur Metakommunikation und Flexibilität genannt werden; auch die Tugend der Weisheit wird in diesem Zusammenhang genannt.
Nicht nur seitens des Mediators, sondern auch seitens aller Beteiligten der Mediation wird von einer „mediativen Grundhaltung“ gesprochen. Als Elemente dieser Grundhaltung werden etwa Mitmenschlichkeit, Respekt und Wertschätzung für andere Menschen sowie die Bereitschaft, sich für die eigenen Interessen einzusetzen und zugleich die Interessen anderer zu akzeptieren. Als gesellschaftspolitische Dimension wird in diesem Zusammenhang eine „Stärkung der Eigenverantwortlichkeit anstelle von Entscheidungsdelegation“ genannt.

## Anwendungsfelder
Historisch gesehen hat in Deutschland die Entwicklung der Mediation vor mehr als 20 Jahren in der Trennungs- und Scheidungsmediation begonnen. Inzwischen ist eine zunehmende Diversifikation der Anwendungsfelder zu beobachten, die zu einer speziellen Aufteilung geführt hat:
- Familienmediation in Fällen von Trennung und Scheidung (Trennungs- und Scheidungsmediation), Erbschaft (vorwegnehmend zu Lebzeiten des Erblassers oder auch im Erbfall unter den Erben) sowie Mediation in anderen familiären Auseinandersetzungen – siehe auch: Mediation nach internationaler Kindesentführung;
- Schulmediation;
- Wirtschaftsmediation im inner- als auch im zwischenbetrieblichen Bereich;
- Verbrauchermediation zur Lösung von Streitigkeiten zwischen Verbrauchern und Unternehmen (sofern allerdings – im Gegensatz zur Mediation – eine Teilnahmeverpflichtung für den Unternehmer besteht, spricht man in diesem Bereich von Alternative Dispute Resolution);
- Mieter-Vermieter-Mediation;
- Mediation im öffentlichen Bereich/Umweltmediation;
- in Deutschland: Täter-Opfer-Ausgleich; in Österreich: (Außergerichtlicher) Tatausgleich;
- Nachbarschaftsmediation in Fällen von Konflikten unter Nachbarn oder Nachbarschaften; Stadtteil- oder Gemeinwesenmediation in Fällen von Konflikten in einem Stadtteil oder einem anderen räumlich begrenzten Gefüge mit einer eigenen Identität;
- Mediation im Rahmen der Integration von Zugewanderten – siehe hierzu: Mediatoren im Basler Integrationsmodell
- Interkulturelle Mediation, etwa in der Völkerverständigung (zur Mediation auf internationaler Ebene, siehe den Abschnitt „Internationale Friedensmediation“).

### Mediationsformen und verwandte Verfahren
In einigen Konfliktsituationen ist die Mediation die einzige Alternative zum Gerichtsverfahren, das zeitlich und finanziell höhere Risiken für die Beteiligten bergen kann. Neue Wege geht in diesem Zusammenhang
- die integrierte Mediation, welche die Mediation als das übergeordnete Verfahrenskonzept einführt und das Mediieren im erweiterten Kontext verfahrensübergreifend beschreibt. Diese Vorgehensweise wurde im Gerichtsverfahren erstmals eingeführt. Sie geht über
- die gerichtsverbundene Mediation hinaus, bei der eine Mediation durchgeführt wird, während das Gerichtsverfahren ausgesetzt wird.
- der Güterichter, ein nicht entscheidungsbefugter Richter, der eine Mediation, aber auch andere Verfahren der konsensualen Konfliktbeilegung, anbieten kann.

Seit einigen Jahren wird die Mediation nicht mehr isoliert als „Alternative“ zum gerichtlichen Urteil gesehen, sondern nach einer Vielfalt von „angemessenen“ Konfliktbeilegungsmethoden gesucht, die einander ergänzen und nicht mit dem Anspruch eines Allheilmittels auftreten. Deshalb wird zunehmend über Eignungs- und Ausschlusskriterien zur Streitbeilegung durch Mediation insbesondere im Vergleich zum Urteil und zum Schiedsgerichtsverfahren sowie zur Schlichtung diskutiert. Hiernach zeigen sich die Stärken der Mediation vor allem dort, wo es nicht um die verbindliche Entscheidung einer in der Vergangenheit liegenden Frage vor allem am Maßstab des Rechts geht, sondern die künftigen Verhältnisse ohne Fremdbestimmung von den Beteiligten selbst nach ihren Interessen geregelt werden sollen. Gegen Mediation kann ein Machtungleichgewicht sprechen, das eine eigenverantwortliche Interessenwahrnehmung in der Verhandlung erschwert.
Es gibt viele Formen der Mediation und damit verwandte Verfahren. Unter anderem gehören Folgende dazu:
- Die anwaltlich gestützte Mediation (lawyer-supported mediation) ist ein Mediationsverfahren, bei dem ein allparteilicher Mediator das Verfahren leitet und die Parteien jeweils von eigenen Anwälten beraten werden. Die Mediation ist in fünf Phasen strukturiert. Kommt es zu einem Gerichtsverfahren, steht es den Parteien frei, sich von ihren Anwälten vor Gericht vertreten zu lassen.
- Die kooperative Praxis (auch Kooperatives Anwaltsverfahren, engl. collaborative law oder collaborative practice, kurz CP) ist ein Konfliktbearbeitungsverfahren, bei dem ein spiegelbildliches Anwaltsmandat abgeschlossen wird, wobei die Anwälte der Parteien zusammen mit den Parteien auf eine außergerichtliche Einigung hinarbeiten. In diesem Verfahren wird im Allgemeinen kein unabhängiger Dritter als Mediator eingesetzt, sondern sind beide Anwälte als Mediatoren geschult und arbeiten, obwohl sie jeweils parteilich und daher von vornherein nicht neutral sind,[26] ähnlich wie Co-Mediatoren zusammen. Gegebenenfalls werden weitere Experten hinzugezogen – etwa parteiliche Coaches und in Trennungs- und Scheidungsfällen beispielsweise Kinderpsychologen und Steuerberater. Allerdings können in komplexen Verfahren zusätzlich ein als Mediator ausgebildeter „Case-Manager“ oder „Facilitator“ eingesetzt werden, der das Verfahren organisiert und ggf. auch moderiert.[27] Die kooperative Praxis ist ähnlich wie die Mediation in fünf Phasen strukturiert (1. Arbeitsbündnis, 2. Themenbestimmung und Bestandsaufnahme, 3. Interessenerforschung, 4. Einigung und 5. Implementierung).[28] Kommt es zu einem Gerichtsverfahren, ist die kooperative Praxis beendet. Für diesen Fall wird zuvor vereinbart, dass die Parteien sich vor Gericht nicht von denselben Anwälten vertreten lassen können (Disqualifikationsklausel).[29]

### Internationale Friedensmediation
Auf der internationalen Ebene unterscheidet man bei Friedensprozessen und -verhandlungen zwischen der offiziellen Diplomatie (Track I), die unter Repräsentanten zweier oder mehrerer Staaten und gegebenenfalls mit einer Beteiligung internationaler Organisationen wie der Vereinten Nationen stattfindet, und weniger offiziellen Wegen der Mediation (Track II) unter spezialisierten, keiner Regierung angehörenden Akteuren, etwa seitens humanitärer oder religiöser Organisationen. Die methodische oder operative Unterstützung der Mediatoren oder Mediatoren-Teams und der Konfliktparteien bei der Friedensmediation nennt man den „Mediation Support“.
In internationalen Friedensverhandlungen sind Frauen sowohl als teilnehmende Parteien als auch als Mediatorinnen weit unterrepräsentiert. Eine Ausnahmen bilden die Philippinen, wo Frauen in einem vergleichsweise hohen Anteil an Friedensverhandlungen beteiligt sind. Die Unterrepräsentation von Frauen führt die Friedensunterhändlerin Irene Santiago, die 2001 bis 2004 eine der ersten weiblichen Verhandlungsführerinnen der Philippinischen Regierung in ihren Auseinandersetzungen mit der Moro Islamic Liberation Front war, auf drei Faktoren zurück:
- Zu Absprachen zur Beendigung von Kriegshandlungen würden häufig nur die aktiv an Kämpfen Beteiligten zugelassen. Eine inklusivere Sicht, die auch Frauen einbeziehe, sei vor allem dann möglich, wenn sowohl Beendigung des Krieges als auch die Schaffung von Frieden in den Blick genommen würden.
- Frauen hätten häufig weniger Erfahrung im öffentlichen Raum. Dies erfordere einen gezielten Aufbau von Kapazitäten.
- Der Beteiligung von Frauen im Friedensprozess auf politischer Ebene häufig eine geringe Bedeutung beigemessen. Dies betrachtet Santiago als die am schwierigsten zu überwindende Hürde.

Obwohl die am 31. Oktober 2000 beschlossene Resolution 1325 des UN-Sicherheitsrates die aktive Partizipation von Frauen an Friedensprozessen vorsieht, blieb in der Folge der Frauenanteil unter den an Friedensverhandlungen teilnehmenden Personen weiterhin gering.

## Rechtlicher Rahmen der Mediation

### Europäische Union
Auf der Ebene der Europäischen Union trat 2008 für die Mediation in Zivil- und Handelssachen die Richtlinie 2008/52/EG (Mediationsrichtlinie) in Kraft, welche die nationalen Staaten derzeit umsetzen. Diese Richtlinie umschreibt den Begriff der rechtlichen Mediation sowie die Rolle des Mediators. Der Art 3 lautet:
„Artikel 3 Begriffsbestimmungen
Im Sinne dieser Richtlinie bezeichnet der Ausdruck
a) ‚Mediation‘ ein strukturiertes Verfahren unabhängig von seiner Bezeichnung, in dem zwei oder mehr Streitparteien mit Hilfe eines Mediators auf freiwilliger Basis selbst versuchen, eine Vereinbarung über die Beilegung ihrer Streitigkeiten zu erzielen. Dieses Verfahren kann von den Parteien eingeleitet oder von einem Gericht vorgeschlagen oder angeordnet werden oder nach dem Recht eines Mitgliedstaats vorgeschrieben sein. Es schließt die Mediation durch einen Richter ein, der nicht für ein Gerichtsverfahren in der betreffenden Streitsache zuständig ist. Nicht eingeschlossen sind Bemühungen zur Streitbeilegung des angerufenen Gerichts oder Richters während des Gerichtsverfahrens über die betreffende Streitsache;
b) ‚Mediator‘ eine dritte Person, die ersucht wird, eine Mediation auf wirksame, unparteiische und sachkundige Weise durchzuführen, unabhängig von ihrer Bezeichnung oder ihrem Beruf in dem betreffenden Mitgliedstaat und der Art und Weise, in der sie für die Durchführung der Mediation benannt oder mit dieser betraut wurde.“

### Deutschland
Die Mediation ist in Deutschland durch das Mediationsgesetz (MediationsG) geregelt, das am 26. Juli 2012 in Kraft trat und die Richtlinie 2008/52/EG des Europäischen Parlaments und des Rates vom 21. Mai 2008 über bestimmte Aspekte der Mediation in Zivil- und Handelssachen umsetzt.
Bei Rechtsanwälten ist in § 7a BORA (Berufsordnung für Rechtsanwälte) vorgeschrieben, dass sie sich nur als Mediator bezeichnen dürfen, wenn die Voraussetzungen des § 5 Abs. 1 MediationsG im Hinblick auf Aus- und Fortbildung, theoretische Kenntnisse und praktische Erfahrung bei ihnen gegeben sind. Als reine Vermittlungstätigkeit ist die Mediation gemäß § 2 Abs. 3 Ziffer 4 RDG keine Rechtsdienstleistung, sofern sie nicht durch rechtliche Regelungsvorschläge in die Gespräche der Beteiligten eingreift.
In Deutschland wurden viele Verfahren der gerichtsinternen und gerichtsnahen Mediation durchgeführt. Dieser Ansatz wurde nach Inkrafttreten des Mediationsgesetzes nach einer Übergangszeit durch das Güterichtermodell (§ 278 Abs. 5 ZPO) ersetzt. In diesem Modell kann der Güterichter alle Methoden der Konfliktbeilegung einschließlich der Mediation einsetzen.

#### Gerichtsinterne und gerichtsnahe Mediation (2002–2013)
Im Jahr 2002 initiierte Niedersachsen als erstes Bundesland ein Projekt zur sogenannten „gerichtsnahen Mediation“. Viele Amts- und Landgerichte, Verwaltungs- und Sozialgerichte in Niedersachsen boten ab diesem Zeitpunkt gerichtliche Mediation in Konfliktfällen an, die beim Gericht anhängig waren. Wurde in der Mediation eine Abschlussvereinbarung getroffen, protokollierte der Richtermediator den Vergleich; andernfalls kam es zur Fortsetzung des Gerichtsprozesses vor dem für die Entscheidung zuständigen Richter.
In Hessen boten die Verwaltungsgerichte ab 2004 Mediation an. Nach 2010 wurde gerichtsinterne Mediation in der hessischen Sozialgerichtsbarkeit flächendeckend in der ersten und zweiten Instanz praktiziert, nachdem zuvor ein 2008 an vier Gerichten begonnenes Pilotprojekt erfolgreich abgeschlossen worden war.
Mediation wurde ab 2005 auch in Ostwestfalen von der Justiz gefördert. Im Rahmen des Modellprojektes Justizmodell in OstWestfalenLippe, das in erster Linie auf Bürokratieabbau in Ostwestfalen zielte, wurde Mediation ein wichtiges Standbein. In den Landgerichtsbezirken Paderborn und Detmold sowie am Verwaltungsgericht Minden wurden Gerichtsinterne Mediationen durchgeführt. Bei diesen wurde ein Richter als Mediator tätig, an den das Verfahren von seinem für das streitige Verfahren zuständigen Richterkollegen abgegeben wurde. Gelang die Mediation, wurde das Ergebnis als vollstreckbarer Vergleich vom Richtermediator protokolliert. Scheiterte die Mediation, so wurde das streitige Verfahren beim originär zuständigen Richter weitergeführt und von diesem entschieden.
Am Verwaltungsgericht Berlin wurde eine Gerichtsverbundene Mediation praktiziert. Darin gab der Richtermediator keine rechtlichen Hinweise und unternahm so auch keine (unzulässige) Rechtsberatung; er wurde nicht als Richter tätig. Vielmehr übernahm er im Auftrag des Gerichtspräsidenten eine Aufgabe der Gerichtsverwaltung, indem die Beteiligten zu einer Einigung zu bewegen versuchte und eine ggf. erfolgte Einigung in einem privatschriftlichen Protokoll festhielt.
Im Rahmen des Projektes Justizmodell OWL fand nach 2007 auch am Landgericht Bielefeld Mediation in der Form der Gerichtsnahen Anwaltsmediation statt. Hierbei wurde das bei Gericht anhängige Verfahren an einen ausgebildeten anwaltlichen Mediator abgegeben. Gelang die Mediation, protokollierte der Richter des streitigen Verfahrens den geschlossenen Vergleich. Gelang sie nicht, wurde der Fall weiter verhandelt und vom Richter entschieden. Durch die Mediation entstanden den Parteien nur geringe Zusatzkosten, die zu gleichen Teilen zu tragen waren.
Am Amts-, Land- und Oberlandesgericht Köln bestand seit Februar 2007 ebenfalls die Möglichkeit der gerichtsnahen Anwaltsmediation – vergleichbar mit dem beschriebenen Bielefelder Modell.
In Bayern fanden Modellversuche und Pilotprojekte zum Güterichter in der Zivilgerichtsbarkeit und zum Mediator in der Sozialgerichtsbarkeit statt.
Im Freistaat Sachsen starteten am 1. Januar 2010 zahlreiche gerichtsinterne Mediationsprojekte.
Die gerichtsinterne Mediation, bei der das an einem Gericht bereits anhängige Verfahren von dem zur Entscheidung berufenen gesetzlichen Richter an einen anderen Richter gem. § 278 Abs. 5 Satz 1 ZPO analog abgegeben wurde, wurde in der juristischen Literatur kontrovers diskutiert. Insbesondere wurde das Angebot der Richtermediation als eine unzulässige wirtschaftliche Betätigung der Justiz bzw. als eine wettbewerbswidrige Konkurrenz auf dem Mediationsmarkt kritisiert, da es gegen Artikel 12 Grundgesetz und gegen das Gesetz gegen den unlauteren Wettbewerb (UWG) verstoße und freie Mediatoren vom Markt verdrängen könne, vor allem insofern es sich um ein für die Streitparteien kostenneutrales Angebot bei anhängigem Verfahren handelte.
Am Landgerichtsbezirk Heidelberg startete 2010 ein Projekt, in dem als Mediatoren neben Rechtsanwälten auch Sachverständige tätig waren. Hier sollte der fachlich kompetenteste Mediator eingesetzt werden.
Nach § 9 Mediationsgesetz konnte eine vor dem 26. Juli 2012 an einem Gericht angebotene gerichtsinterne Mediation unter dieser Bezeichnung nur bis zum 1. August 2013 fortgeführt werden; danach waren entsprechende Angebote der Justiz in das Güterichtermodell (§ 278 Abs. 5 ZPO) zu überführen.

#### Mediation und Anwaltstätigkeit
Früher war die Tätigkeit des nicht anwaltlichen Mediators wegen seiner potentiell rechtsberatenden Tätigkeit und eines dadurch möglichen Verstoßes gegen das Rechtsberatungsgesetz juristisch umstritten. Mit dem Inkrafttreten des Rechtsdienstleistungsgesetzes zum 1. Juli 2008 ist gemäß § 2 Abs. 3 Nr. 4 RDG geklärt, dass Mediation keine Rechtsdienstleistung ist, solange sie nicht durch rechtliche Regelungsvorschläge in die Gespräche der Beteiligten eingreift. Nichtanwaltliche Mediatoren müssen die Medianten darauf hinweisen, dass externe Rechtsanwälte hinzugezogen werden können (siehe § 2 Abs. 6 Nr. 2 MediationsG).
Für Rechtsanwälte, die als Mediatoren tätig sind, verweist § 7a der Berufsordnung der Rechtsanwälte (BORA) auf § 5 Abs. 1 MediationsG. Demnach müssen anwaltliche und nicht-anwaltliche Mediatoren eine geeignete Ausbildung und eine regelmäßige Fortbildung absolvieren. Unabhängig von der Berechtigung zum Führen einer entsprechenden Bezeichnung ist die Mediation jedoch auch als Teilbereich der anwaltlichen Tätigkeit anerkannt. Der zunehmenden Bedeutung der Mediation im Anwaltsberuf entspricht deren explizite Aufnahme in die Berufsordnung, deren § 18 nunmehr lautet: Wird der Rechtsanwalt als Vermittler, Schlichter oder Mediator tätig, so unterliegt er den Regeln des Berufsrechts. Damit ist klargestellt, dass der Rechtsanwalt auch als Mediator der anwaltlichen Verschwiegenheitspflicht unterliegt.
Das Vorbefassungsverbot (§ 3 Abs. 2 Mediationsgesetz) verbietet es, dass ein Rechtsanwalt in einem Fall mediiert, mit dem er zuvor als Anwalt befasst war. Ebenso ist eine anwaltliche Tätigkeit nach der Mediation unter dem Gesichtspunkt der Verschwiegenheitspflicht und des Verbots der Wahrnehmung widerstreitender Interessen ausgeschlossen, es sei denn, der Anwalt wird im gemeinsamen Interesse und Auftrag aller an der Mediation beteiligten Parteien tätig.
Schwieriger ist die Antwort darauf, ob ein Rechtsanwalt als Mediator tätig werden darf, wenn er eine der an der Mediation beteiligten Parteien zuvor in anderer Sache anwaltlich vertreten hat. Das berufsrechtliche Problem der Vertretung widerstreitender Interessen stellt sich hier nicht; gleichwohl dürfte die Allparteilichkeit des Mediators auch in diesem Fall in Frage gestellt sein. Die Verletzung der Neutralitätspflicht zieht jedoch keine berufsrechtlichen Konsequenzen nach sich. Sie ist lediglich die Verletzung einer vertraglichen Pflicht des Mediationsvertrages, für welche der Anwalt schadensersatzpflichtig sein kann. Umgekehrt liegt eine Pflichtverletzung nicht vor, wenn der Rechtsanwalt auf seine frühere Tätigkeit vor Abschluss des Mediationsvertrages hinweist.
Die Ausbildungsstandards für Rechtsanwälte wurden bis 2013 von den Rechtsanwaltskammern bestimmt. Durch die Neufassung des § 7a BORA, der nunmehr auf § 5 Abs. 1 MediationsG verweist, unterliegen anwaltliche Mediatoren nicht mehr einer berufsrechtlichen Sonderregelung.

#### Mediation im Strafrecht
Das bundesdeutsche Strafrecht kennt und fördert die externe Mediation in Form des Täter-Opfer-Ausgleichs.

#### Mediation im Strafvollzug
Vereinzelt wird auch im Strafvollzug Mediation zur Lösung von Konflikten verwendet. Besonders gut untersucht ist das Projekt einer gerichtlichen Mediation in der Justizvollzugsanstalt Tegel.

### Österreich
Mediatoren, die die vom österreichischen Bundesministerium für Justiz, Wien, nach dem österreichischen Zivilrechts-Mediationsgesetz (ZivMediatG) vergebene Bezeichnung „eingetragener Mediator“ tragen, sind gesetzlich berechtigt und bei Ausübung der Mediation verpflichtet, diese Bezeichnung zu führen (§ 15 Abs. 2 Nr. 1 ZivMediatG).
In Österreich verpflichtet Artikel II des seit 1. Juli 2004 geltenden Nachbarrechtsänderungsgesetzes (BGBl. I Nr. 91/2003) streitende Nachbarn, eine außergerichtliche Einigung anzustreben, ehe eine Klage eingebracht werden kann. Die Forcierung von Methoden der außergerichtlichen Streitbeilegung wie Mediation, Schlichtung und Schiedsgerichtsbarkeit trägt zur Gerichtsentlastung bei. Eine von einem eingetragenen Mediator durchgeführte Mediation bewirkt, dass die Verjährungsfristen während der Dauer der Mediation gehemmt sind (§ 22 ZivMediatG).
Mit dem sogenannten Behindertengleichstellungspaket (BGBl. I Nr. 82/2005) wurde per 1. Jänner 2006 unter anderem auch der Diskriminierungsschutz in weiten Teilen des täglichen Lebens für Menschen mit Behinderungen gesetzlich verankert. Wird das Diskriminierungsverbot verletzt, können gerichtlich Schadenersatzansprüche geltend gemacht werden, allerdings ist vorher verpflichtend ein Schlichtungsversuch durchzuführen, in dessen Rahmen auch Mediation als alternative Konfliktregelung anzubieten ist (§ 15). Die Kosten für das Verfahren, also auch einer Mediation, trägt der Bund nach Maßgabe der Richtlinie für die Mediation sowie die Beiziehung von Dolmetscherinnen und Dolmetschern, Sachverständigen und sonstigen Fachleuten in Schlichtungsverfahren gemäß §§ 14 ff des Bundes-Behindertengleichstellungsgesetzes.
Seit 1. Juli 2008 ist eine Änderung des Berufsausbildungsgesetzes in Kraft (BGBl. I Nr. 82/2008), mit der der Gesetzgeber eine außerordentliche Auflösung von Lehrverhältnissen zum Ende des ersten und zweiten Lehrjahres ermöglicht, allerdings nur, wenn davor ein Mediationsverfahren mit einem eingetragenen Mediator stattgefunden hat.
Die Mediation im Strafrecht ist in Form des Tatausgleichs verankert, mit Bestimmungen vor allem in den §§ 198 bis 209b der Strafprozessordnung, sowie in den §§ 29, 29a und 29b des Bewährungshilfegesetzes.

### Schweiz
In der Schweiz ist erstmals eine gesamtschweizerische Zivilprozessordnung am 1. Januar 2011 in Kraft getreten. Darin wurden neu die Schnittstellen zur Mediation geregelt. Vorbehältlicher gewisser Ausnahmen ist vor dem Gang vor den Richter ein Schlichtungsverfahren durchzuführen. Den Parteien steht es frei, sich anstelle eines staatlichen Schlichtungsverfahrens auf eine Mediation zu einigen. Das Mediationsverfahren ist von den Parteien zu organisieren und hat vom Gericht oder der Schlichtungsbehörde unabhängig zu erfolgen.
Der Schweizerische Dachverband Mediation (SDM) und die Schweizerische Kammer für Wirtschaftsmediation (SKWM) publizieren auf ihrer Homepage ihre Berufsregeln sowie eine Liste der von ihnen anerkannten Mediatoren und Ausbildungen.
Außerdem kann die Jugendanwaltschaft eine geeignete Organisation oder Person mit der Durchführung eines Mediationsverfahrens beauftragen und bei Erfolg von der Anklageerhebung vor dem Jugendgericht absehen.

### Italien
Italien besteht für bestimmte Rechtsgebiete eine Mediationspflicht. Als diese Verpflichtung ab Oktober 2012 zeitweise aufgehoben war, fiel die Zahl der Mediationen stark ab. Die Mediationspflicht wurde zum September 2013 wieder eingeführt.

## Kostenvergleich
Die Konfliktlösung mit Unterstützung eines stundenweise honorierten Mediators kann insbesondere bei hohen Streitwerten kostengünstiger sein als die streitige Austragung vor Gericht mit Hilfe eines Rechtsanwalts.
Mitunter bringt die Mediation keine Konfliktregelung, sodass die Kosten des Gerichtsverfahrens zusätzlich anfallen. Andererseits besteht immer die Möglichkeit weiterer Auseinandersetzungen, soweit ein gerichtliches Urteil keine dauerhaft befriedende Wirkung entfalten konnte.
Wird in einer Mediation dem Grundsatz der Informiertheit der Streitbeteiligten nicht ausreichend Rechnung getragen – zum Beispiel wegen mangelnder externer anwaltlicher Beratung – so besteht außerdem die Gefahr, dass sich im Nachhinein eine Konfliktpartei durch die erzielte Regelung rechtlich benachteiligt fühlt. Dementsprechend sollten sich insbesondere bei existenziellen Streitigkeiten die Mediationsteilnehmer über die rechtlichen Rahmenbedingungen durch hierzu befähigte Anwälte beraten lassen.

## Mediation und Gerechtigkeit
Ob Mediation als gerecht angesehen werden kann oder nicht, hängt immer von der Perspektive ab, da Gerechtigkeit im Gegensatz zum legalen Recht ein sehr subjektiver Begriff ist.
Gerechtigkeits-fördernde Faktoren der Mediation: Freiwilligkeit der Teilnahme, Entscheidungen werden selbst getroffen, Rechtskonformität, Verfahren, Zufriedenheit der Parteien und (soziale) Nachhaltigkeit.
Eher ungerechte Elemente der Mediation hingegen sind: Verzerrung durch das Verfahren an sich (man muss aktiv kommunizieren), Rolle und Einfluss des Mediators, mögliche Manipulation seitens der teilnehmenden Parteien, sonstige Barrieren (Sprache, Charakter, Verständnis, …).
Weiterhin ist die Beurteilung von der betrachteten Gerechtigkeitsform sowie zu Grunde gelegten Kriterien von Gerechtigkeit abhängig:
Im juristisch legalen Sinne („objektive“ Gerechtigkeit) kann Mediation insofern als gerecht gelten, als sie zum einen durch das Mediationsgesetz formalisiert wurde und zum anderen das Ergebnis der Mediation legal bindend ist, sofern es zur Erstellung eines Vertrages kommt.
Oft wird Mediation mit Verfahrensgerechtigkeit in Verbindung gebracht. Für die Teilnehmer einer Mediation gelten gleiche Regeln und Umstände, jede Partei kann sich einbringen. Aufgrund der Rolle des Mediators, wird er keine der Parteien bevorzugen, aber sorgt gleichzeitig für einen Rahmen, in dem ein jeder sich einbringen kann, wie er es für richtig hält. Zudem kommt es bei einer Mediation nur zu einer Lösung, wenn alle Parteien zustimmen. Verständigung und Verständnis der Parteien sowie Kompetenz des Mediators spielen hierbei eine entscheidende Rolle.
Im Gegensatz zur Verfahrensgerechtigkeit steht die Ergebnisgerechtigkeit. Unabhängig vom Prozess geht es um das Endergebnis, welches als gerecht gilt, wenn es (für die Parteien bzw. gesellschaftlichen) Nutzen abwirft. Mediation als ergebnisoffenen Verfahren kann dies nicht immer garantieren, z. B. wenn es zu keiner Einigung kommt. Kommt es jedoch zu einer Einigung, kann man sie als gerecht bezeichnen, da ein Vertrag nur unterschrieben wird, wenn alle Parteien einverstanden sind und es als angemessen sehen (vgl. Wortherkunft „gerecht“: angemessen, richtig, passend).

## Ausbildung

### Deutschland
Die Berufsbezeichnung Mediator ist in Deutschland gesetzlich nicht geschützt, es gibt keine gesetzliche Regelung einer Mediationsausbildung.
Die Bezeichnung Zertifizierter Mediator ist hingegen durch § 5 Abs. 2 MediationsG geschützt. Die Rechtsverordnung zu § 6 MediationsG ist die im August 2016 erlassene Zertifizierte-Mediatoren-Ausbildungsverordnung (ZMediatAusbV), die seit 1. September 2017 in Kraft ist.
Die Bezeichnung „zertifizierter Mediator“ war allerdings bereits im Vorgriff auf das bereits geplante Mediationsgesetz gesetzlich vorgesehen: Das am 19. Februar 2016 erlassene Verbraucherstreitbeilegungsgesetz (BGBl. I S. 254) setzt als Qualifikation von Streitmittlern voraus, dass ein Streitmittler die Befähigung zum Richteramt besitzen oder ein zertifizierter Mediator sein muss (§ 6 Abs. 2 Satz 2 VSBG).
Einige private Mediatorenverbände haben sich die Definition von Ausbildungsstandards zur Aufgabe gemacht. Die Deutsche Gesellschaft für Mediation (DGM), der Verband Integrierte Mediation (IM), die Bundes-Arbeitsgemeinschaft für Familien-Mediation (BAFM), der Bundesverband Mediation in Wirtschaft und Arbeitswelt (BMWA) und der Bundesverband Mediation (BM) fordern gleichermaßen eine Ausbildung von mindestens 200 Stunden und zertifizieren Mitgliedsunternehmen, die nach den Standards des Verbandes ausbilden. Tatsächlich gibt es Institute, die nur 110 Stunden ausbilden, andere weisen einschließlich der folgenden Intervisionssitzungen 450 Stunden auf. In der Regel verlangen die Mediatorenvereine für die Ausstellung eines Zertifikats den Nachweis einer qualifizierten, vom Verband anerkannten Ausbildung, eine Dokumentation von Mediationen in vier Fällen, entsprechende Inter- bzw. Supervision sowie ein Kolloquium. Dies berechtigt nach einem erfolgreichen Anerkennungsverfahren zur Führung des Zusatzes des jeweiligen Verbandsnamens, also beispielsweise Mediator BAFM.
Seit 2009 erkennen die drei Verbände BAFM, BM und BMWA gegenseitig die von einem von ihnen zertifizierten Mediatoren an, wenn diese eine Gebühr von 250 Euro an den anerkennenden Verband zahlen.
Zudem bestehen wechselseitige Anerkennungen der Zertifizierungen zwischen dem Bundesverband Mediation (BM) und dem Schweizerischen Dachverband Mediation seit 2009 sowie zwischen dem BM und dem Österreichischen Bundesverband für Mediation (ÖBM) seit 2010.
Neben diesen Verbänden bieten andere Fachverbände und Ausbildungsinstitutionen, private Einrichtungen mit öffentlicher Förderung und universitäre Bildungseinrichtungen Ausbildungen zum Mediator an, beispielsweise:
- die Europa-Universität Viadrina in Frankfurt an der Oder;[61]
- die Fernuniversität in Hagen;[62]
- die Universität Heidelberg;[63]
- die Universität Potsdam;[64]
- die Steinbeis-Hochschule Berlin[65]
- der Europäische Hochschulverbund / IMK Berlin[66]

Die Ausbildungsgänge reichen teilweise bis zum Master.

### Österreich
In Österreich ist für die Mediation in Zivilrechtssachen der Zugang zur Tätigkeit des Mediators seit 2004 im Bundesgesetz über Mediation in Zivilrechtssachen (ZivMediatG) gesetzlich geregelt. Bei fachlicher Qualifikation und einem Mindestalter von 28 Jahren kann sich ein Mediator in die Liste der eingetragenen Mediatoren in Zivilrechtssachen (§ 15 ZivMediatG) beim Justizministerium eintragen lassen. Der eingetragene Mediator muss – im Gegensatz zu anderen, nicht eingetragenen Mediatoren – in einem Gerichtsverfahren nicht über den Inhalt der Mediation aussagen (§ 18 ZivMediatG).
Die auf Grundlage des österreichischen Mediationsgesetzes erlassene Ausbildungsverordnung (ZivMediat-AV) fordert für eingetragene Mediatoren in Zivilrechtssachen eine Mediationsausbildung von mindestens 365 Einheiten, von Juristen und Angehörigen psychosozialer Berufsgruppen wird ein reduzierter Ausbildungsumfang von 220 Einheiten gefordert.